# Hanho Rhi
Hanho Hopan Rhi (* 11. Mai 1895; † 18. September 1960 in Schaffhausen) war ein südkoreanischer Unternehmer und Judopionier in der Schweiz.

## Leben
Rhi war ein Neffe des südkoreanischen Staatspräsidenten Rhee Syng-man. Er studierte von 1925 bis 1936 an der Juristischen Fakultät Ökonomie an der Universität Zürich. 1927 lehrte Rhi erstmals Judo in der Schweiz und brachte damit diese Kampfsportart in das Land. 1929 gründete er die erste Jiu-Jitsu-Schule der Schweiz in Zürich, wobei er aber bereits ein verfeinertes Judo lehrte. Zu seinen Schülern aus dieser Zeit gehörten unter anderem Hans Hartmann und Robert Tobler. Rhi war wesentlich an der Gründung des Schweizerischen Judoverbands 1936/37 beteiligt. Im Juni 1948 leitete Rhi in der Bundessportschule Schielleiten die erste Verbands-Sommerschule des Österreichischen Amateur Judo Verbandes. Rhi erreichte im Judo den Meistergrad des 7. Dan.
Rhi, der zuletzt im schweizerischen Appenzell als Riechstoffproduzent tätig war, wurde 1954 als südkoreanischer Generalkonsul für die Bundesrepublik Deutschland an den seinerzeitigen Regierungssitz Bonn entsandt. Dort mietete er für das Generalkonsulat und als seine private Unterkunft das Haus auf Leims in Remagen. Rhi gelang es, dass das Generalkonsulat  ohne Wissen seiner Regierung seitens der Bundesrepublik als Handelsvertretung der Republik Korea anerkannt wurde und damit einen diplomatischen Status erhielt. Im Juli 1956 kehrte Rhi in die Schweiz zurück, nachdem die koreanische Regierung seine Geschäftsführung aufgrund von fraglichen Finanztransaktionen beanstandet hatte.
Rhi war mit Margrit geborene Mökli, einer Schweizerin aus Schaffhausen verheiratet.